# گیرمو موریگی
گیرمو موریگی (انگلیسی: Guillermo Morigi؛ زادهٔ ۱ مارس ۱۹۷۴) بازیکن سابق فوتبال اهل آرژانتین است که در پست وینگر چپ در دوران حرفه‌ای خود بیشتر برای ولز سارسفیلد در لیگ برتر فوتبال آرژانتین بازی کرد.
وی همچنین در تیم ملی فوتبال آرژانتین بازی کرده‌است.